# Kockskäret
Kockskäret är en ö i Finland. Den ligger i Norra kvarken och i kommunen Vörå i den ekonomiska regionen  Vasa i landskapet Österbotten, i den västra delen av landet. Ön ligger omkring 34 kilometer norr om Vasa och omkring 400 kilometer norr om Helsingfors.
Öns area är 20,5 hektar och dess största längd är 0,9 kilometer i nord-sydlig riktning. Ön höjer sig omkring 10 meter över havsytan.